# Siły Specjalnych Operacji Sił Zbrojnych Republiki Białorusi

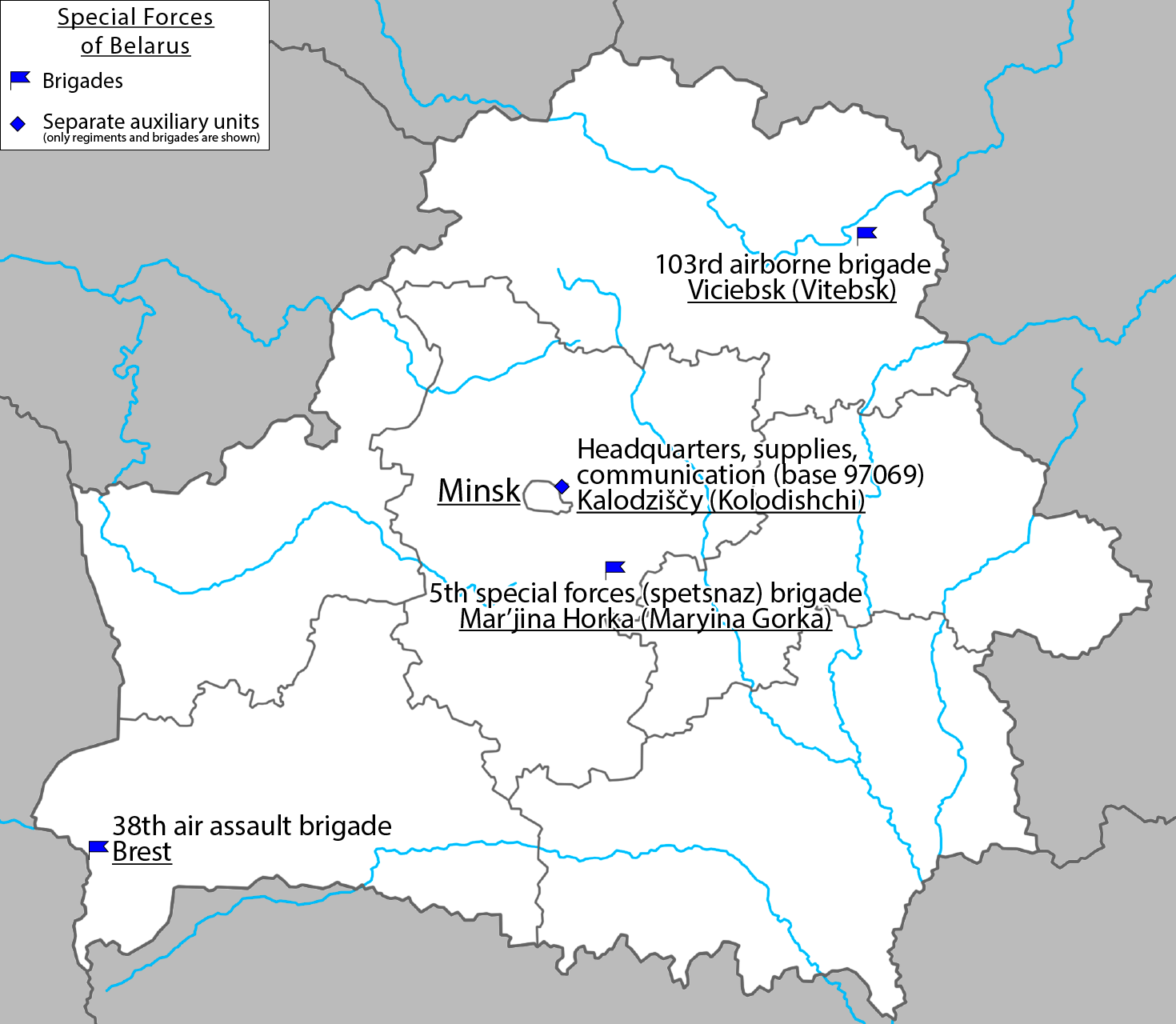

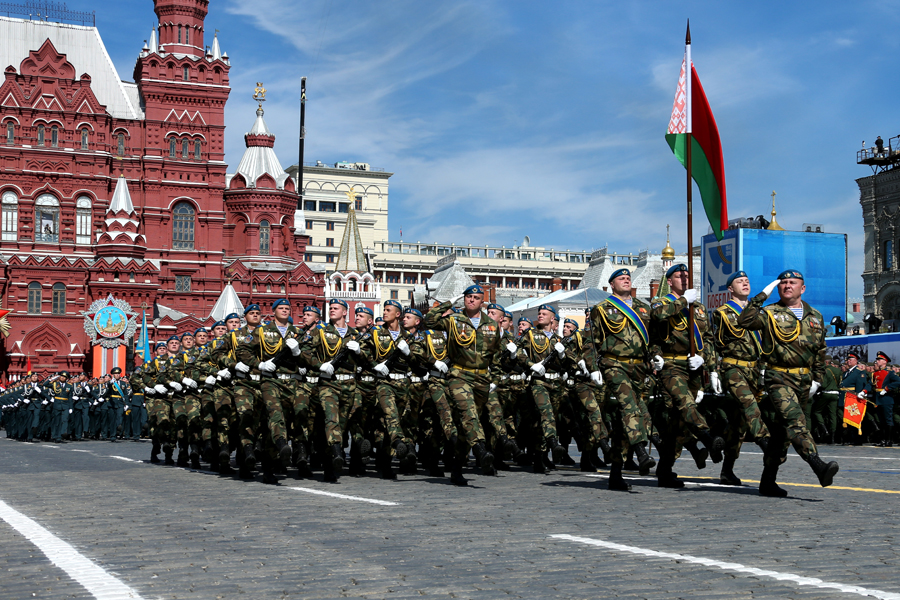
Pododdział sił specjalnych Białorusi na paradzie w Moskwie

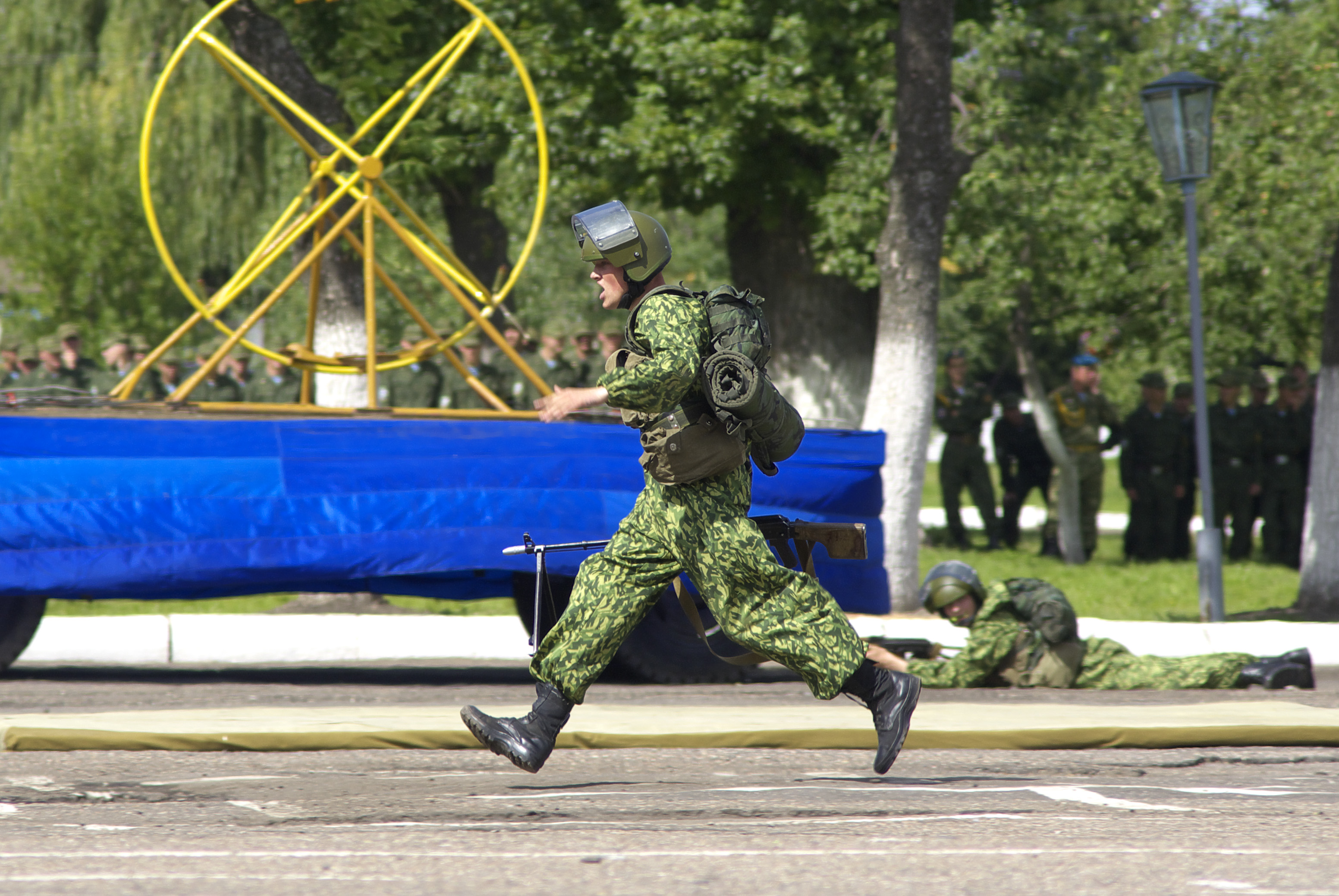
Spadochroniarz 103 Samodzielnej Brygady Mobilnej z karabinem maszynowym RPK-74 (2009)

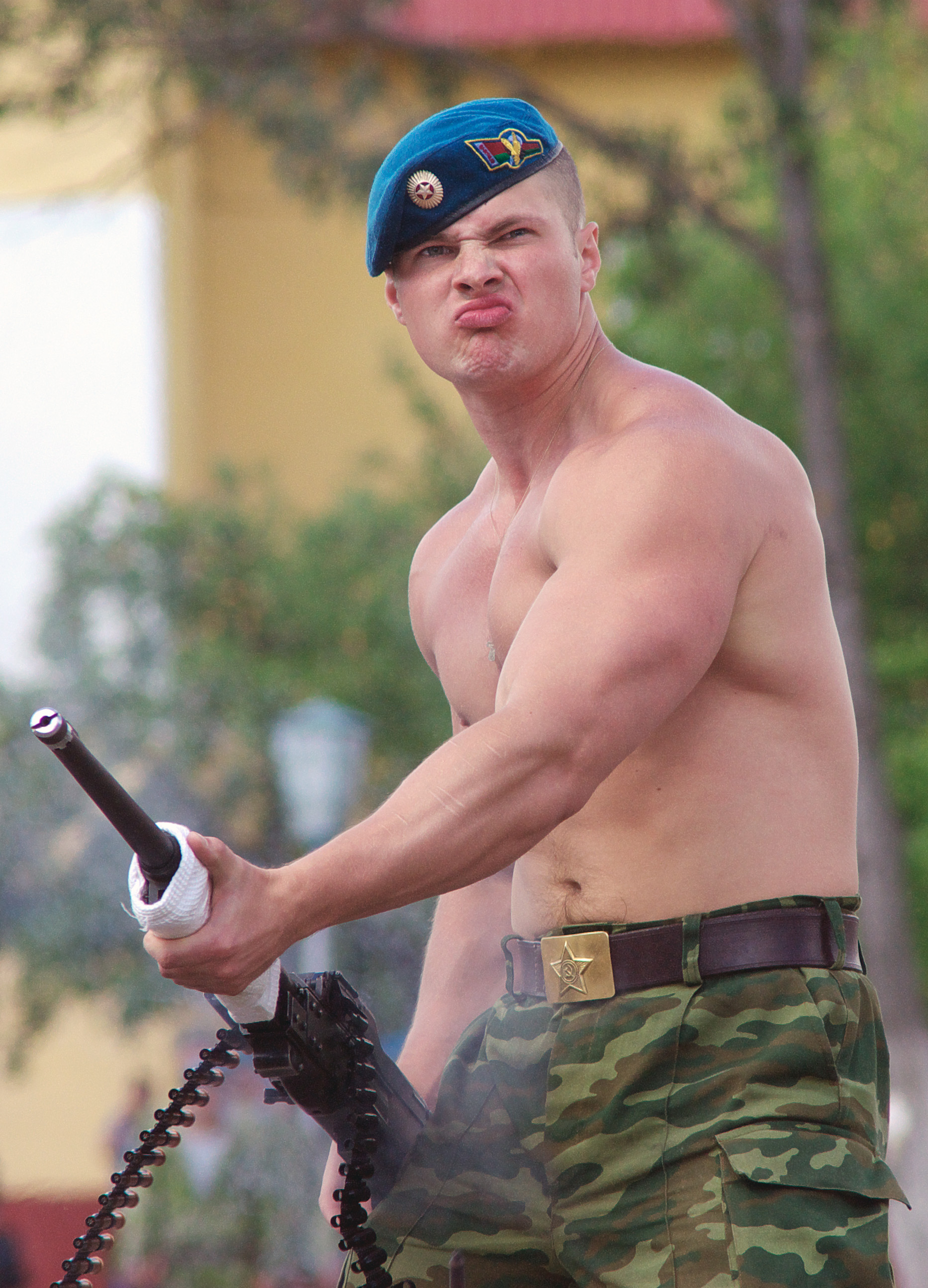
Spadochroniarz 103 Samodzielnej Brygady Mobilnej z karabinem maszynowym Kałasznikowa PKM (2007)

Siły Specjalnych Operacji (SSO) Sił Zbrojnych Republiki Białorusi (biał. Сілы спэцыяльных апэрацыяў УС РБ, ССА, ros. Силы специальных операций ВС РБ) – Siły specjalne Republiki Białorusi, wysoce mobilny rodzaj Sił Zbrojnych Republiki Białorusi, jeden z rodzajów sił zbrojnych, obok wojsk lądowych, wojsk lotniczych i wojsk obrony przeciwlotniczej oraz specjalnych wojsk uwaga! różne od komandosów (wojska inżynieryjne, wojska łączności, wojska chemiczne).

## Ogólna charakterystyka
Siły Specjalnych Operacji wywodzą się z Wojsk Powietrznodesantowych ZSRR Białoruskiego Okręgu Wojennego/Wojskowego. Są to przede wszystkim wojska powietrznodesantowe i wojska specjalnego przeznaczenia. Ich główne zadania to zapobieganie i prowadzenie dywersji, rozpoznanie, realizacja różnorodnych operacji specjalnymi metodami w celu zapobieżenia i ewentualnego zakończenia działań zbrojnych przeciwko Republice Białorusi.
Odgrywają kluczową rolę jako element strategicznego odstraszania RB.

## Skład
Siły Operacji Specjalnych składają się z następujących jednostek wojskowych:
- 38 Gwardyjska Samodzielna Brygada Mobilna (Brześć)
- 103 Gwardyjska Samodzielna Brygada Mobilna (Witebsk)
- 5 Samodzielna Brygada Specjalnego Przeznaczenia (Maryjna Górka)[9]
  - Osobny Oddział Specjalnego Przeznaczenia; do zadań o szczególnym znaczeniu (znany jako „kompania oficerska”, "офицерская рота")
- 33 Gwardyjski Samodzielny Oddział Specjalnego Przeznaczenia; do zadań o szczególnym znaczeniu (złożony z chorążych i oficerów)
- 527 Samodzielna Kompania Specjalnego Przeznaczenia; do zadań o szczególnym znaczeniu

## Struktura
Każda brygada mobilna ma następującą strukturę:
- dowództwo brygady: sztab, służby np. sapersko-inżynieryjna
- oddziały i pododdziały bojowe:
  - 3 samodzielne bataliony mobilne (w każdym BMD-1 lub BTR-80, moździerze BM-37 82 mm, granatniki AGS-17)
  - dywizjon artylerii samobieżnej (2S9 Nona)
  - dywizjon artylerii przeciwlotniczej (armaty przeciwlotnicze ZU-23-2, 9K38 Igła)
  - bateria przeciwpancerna (BTR-D z pociskami 9K111 Fagot)
- pododdziały wsparcia bojowego i łączności:
  - batalion łączności
  - kompania zwiadowczo-desantowa
  - kompania inżynieryjna
  - pluton ochrony przed bronią masowego rażenia
- pododdziały wsparcia logistycznego i technicznego:
  - kompania ochrony i obsługi
  - kompania remontowa
  - kompania zabezpieczenia materiałowego
  - kompania zabezpieczenia medycznego
  - pluton zabezpieczenia powietrznodesantowego

Struktura brygady specjalnego przeznaczenia:
- dowództwo brygady: sztab, służby
- oddziały i pododdziały bojowe:
  - pododdziały specjalnego przeznaczenia
  - pododdziały łączności
- pododdziały wsparcia
  - pododdziały wsparcia logistycznego
  - kompania sztabowa
  - kompania medyczna

Brygady podlegają bezpośrednio dowództwu SSO, które z kolei podlega bezpośrednio Sztabowi Generalnemu Sił Zbrojnych Republiki Białorusi, z pominięciem dowództwa operacyjnego i dowództwa wojsk lądowych.

## Uzbrojenie i wyposażenie
- pojazdy wojskowe:
  - transporter opancerzony BTR-D
  - transporter opancerzony BTR-80
  - bojowy wóz piechoty BMD-1
- broń artyleryjska:
  - moździerz samobieżny 2S9 Nona
  - armata przeciwlotnicza ZU-23-2
  - moździerz BM-37 82 mm
- broń strzelecka i indywidualna:
  - karabinek AK-74M
  - karabin maszynowy RPK-74
  - uniwersalny karabin maszynowy PKM
  - karabin wyborowy Dragunowa
  - granatnik GP-25
  - granatnik RPG-7
  - karabinek 9A91
  - karabin OSW-96
  - pistolet bezgłośny PB1s (PB 6P9)
  - zestaw przeciwpancernych pocisków kierowanych 9K111 Fagot
  - ręczny system pocisków rakietowych ziemia-powietrze 9K38 Igła
  - granatnik automatyczny AGS-17
  - karabin automatyczny APS
  - pistolet samopowtarzalny PSS
  - wytłumiony karabin wyborowy WSK-94
  - karabin wyborowy MC-116M
  - pistolet maszynowy PP-93
  - nóż szturmowy z urządzeniem strzelającym (broń kombinowana) NRS-2

## Wyposażenie

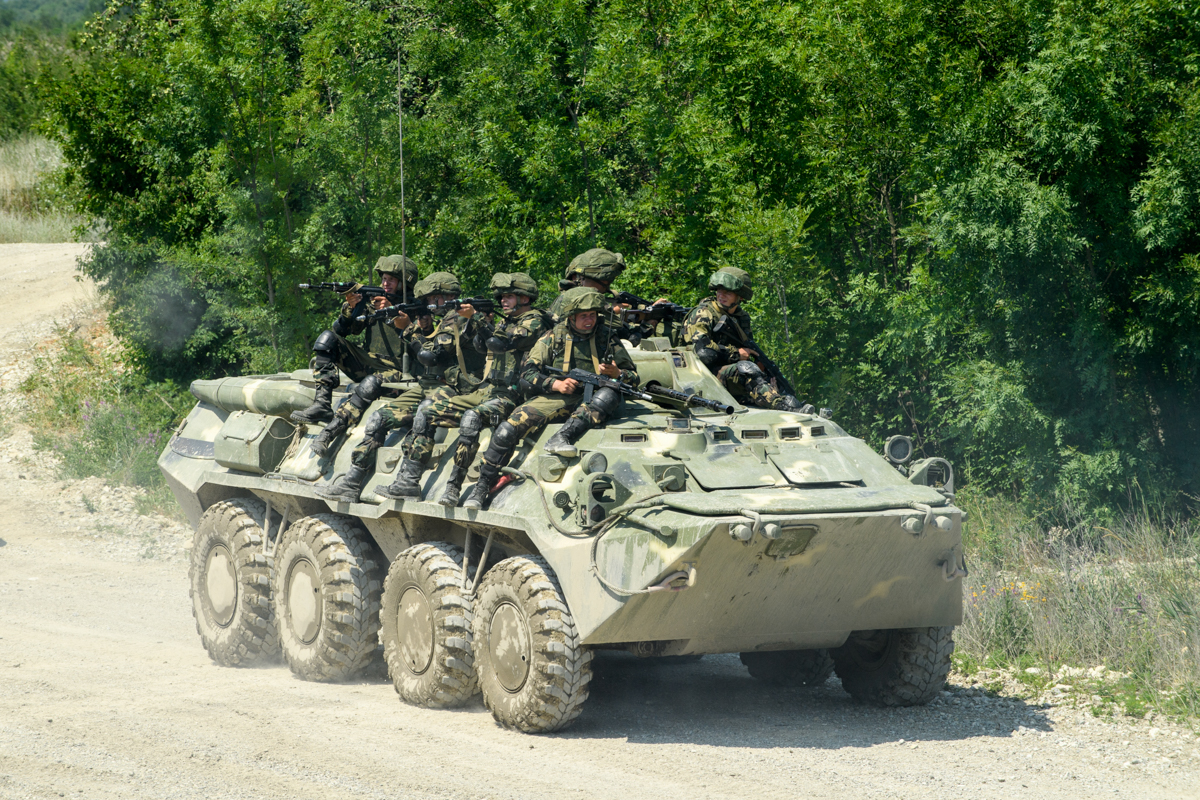
BTR-80

Obecnie trwa drugi etap przebudowy SSO, który potrwa do 2015 r. Dlatego sprzęt dla sił specjalnych jest właśnie tworzony, a lista wyposażenia stale rośnie. SSO niedawno otrzymały nową przenośną radiostację cyfrową R-168-0.1, nowy system przenoszenia oporządzenia, kamizelki kuloodporne "Atrawm" (Атравм), hełm ochronny ZSz-1 (ЗШ-1), hełm bojowy P-27 (П‑27, rosyjski hełm aramidowy 6B27, wersja powietrznodesantowa hełmów projektu Borit-M). Żołnierze SSO otrzymali noktowizory ONW-2, PNN-03 produkcji białoruskiej oraz celowniki kolimatorowe PK-AA, PK-AB i noktowizyjne PNW-2K, PKN-03M, także krajowej produkcji.

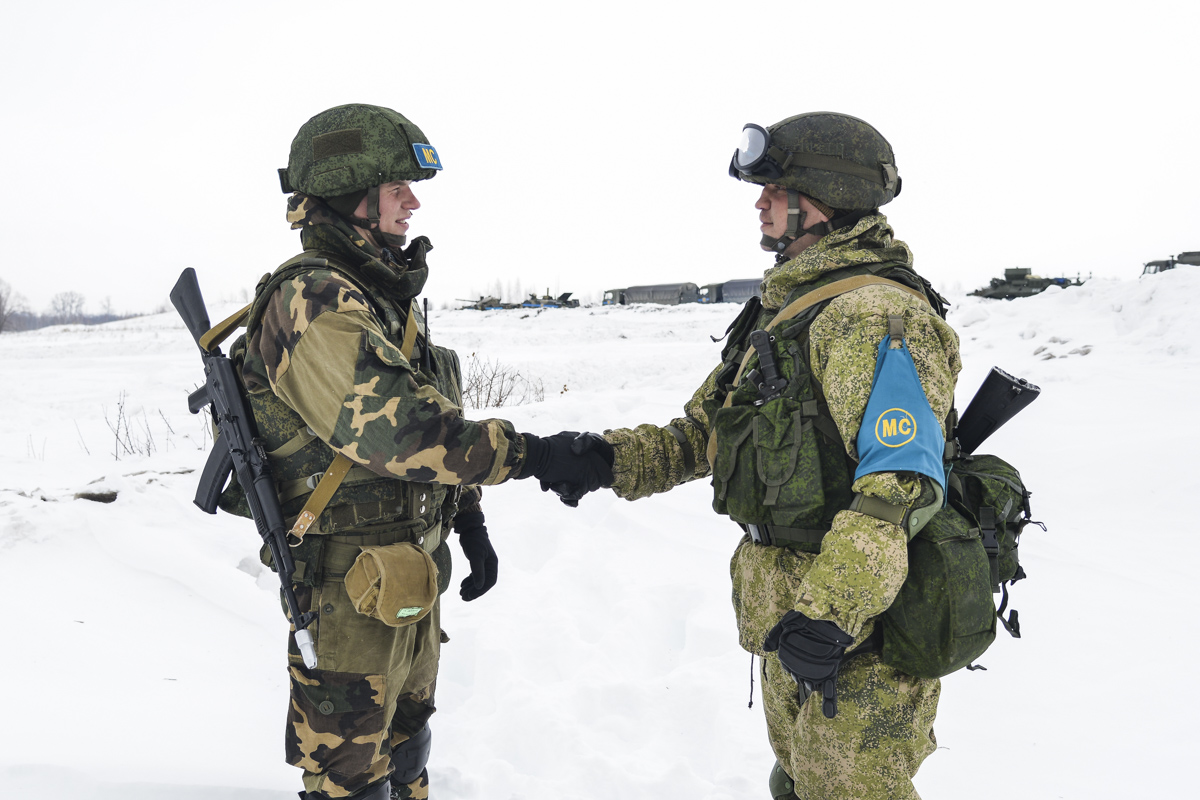
Wspólne rosyjsko-białoruskie ćwiczenia w 2018

Wyposażenie SSO w bezzałogowe aparaty latające planowane jest na koniec 2012 r. W tym też czasie zakłada się dostarczenie Siłom Specjalnych Operacji nowych motolotni. Do transportu żołnierzy w rejon misji używane są też spadochrony szybujące typu Leśnik-3 i Leśnik-3M (Лесник-3, Лесник-3М). Trwają również testy nad spadochronami tandemowymi, służącymi na przykład transportowi ekspertów o wąskiej specjalizacji nie posiadających jednak przygotowania powietrznodesantowego.

## SSO a inne jednostki specnazu na Białorusi
Oprócz Sił Specjalnych Operacji, zwanych wojskowym specnazem, istnieją na Białorusi inne jednostki specjalnego przeznaczenia:
- "Alfa" – specnaz KGB Białorusi, jednostka antyterrorystyczna sformowana w 1990 r. w Mińsku. Pierwotnie obsługiwała również republiki bałtyckie ZSRR[10].
- Отдельная служба активных мероприятий (ОСАМ) – specnaz wojsk ochrony pogranicza podlegający ministerstwu spraw wewnętrznych Białorusi, zajmujący się zwalczaniem terroryzmu w strefie przygranicznej[11][12].
- specnaz Wojsk Wewnętrznych[13].
- specnaz Milicji (policyjny):
  - pułk milicji specjalnego przeznaczenia sformowany w 2005 r. na bazie białoruskiego OMON w Mińsku[14][15];
  - Specjalny Pododdział do Walki z Terroryzmem "Ałmaz" MSW RB (Специальное подразделение по борьбе с терроризмом "Алмаз" (СПБТ "Алмаз"), wywodzący się z radzieckich jednostek antyterrorystycznych z przełomu lat 80 XX w. i lat 90 XX w.[16][17]